# Iz žizni Fёdora Kuz'kina
Iz žizni Fёdora Kuz'kina (Из жизни Фёдора Кузькина) è un film del 1989 diretto da Stanislav Iosifovič Rostockij.

## Trama
Il film racconta dell'uomo Fёdor Kuz'kin, che ha attraversato tutto il maltempo degli anni Trenta e Quaranta e ha deciso di diventare l'unico.